# Юніорська збірна Монголії з хокею із шайбою
Юніорська збірна Монголії з хокею із шайбою  — національна юніорська команда Монголії, що представляє країну на міжнародних змаганнях з хокею із шайбою. Опікується командою Монгольська хокейна федерація, команда брала тричі участь у чемпіонаті світу з хокею із шайбою серед юніорських команд.

## Історія
Збірна Монголії дебютувала на чемпіонаті Азії та Океанії до 18 років 2000 року у Бангкоці, Таїланд матчем проти збірної Нової Зеландії 1:5. У підсумку посіли остеннє місце у групі. Наступного сезону виступали у другому дивізіоні та посіли перше місце, здобувши право виступати у першому дивізіоні. Формат змагань змінився шість юніорських збірних провели одноколовий турнір та виявили чемпіона. Монгольці посіли у підсумку четверте місце.
Через шість років дебютують на чемпіонаті світу з хокею із шайбою серед юніорських команд, програвши усі чотири матчі та посівши останню сходинку. На цьому турнірі зазнали найбільшої у своїй історії поразки поступившись Австралії 0:33.
У 2011 році Монгольська хокейна федерація через фінансові труднощі відмовилась від участі національної та юніорської збірних у чемпіонатах світу.

## Результати

### Чемпіонат Азії та Океанії до 18 років
- 2000  — 4 місце Дивізіон ІІ
- 2001  — 1 місце Дивізіон ІІ
- 2002  — 4 місце

### Чемпіонати світу з хокею із шайбою серед юніорських команд
- 2008  — 5 місце (Дивізіон ІІІ, Група А)
- 2009  — 5 місце (Дивізіон ІІІ, Група А)
- 2010  — 5 місце (Дивізіон ІІІ, Група А)